# Phyllanthus pentaphyllus
Phyllanthus pentaphyllus är en emblikaväxtart som beskrevs av Charles Wright och August Heinrich Rudolf Grisebach. Phyllanthus pentaphyllus ingår i släktet Phyllanthus och familjen emblikaväxter.

## Underarter
Arten delas in i följande underarter:
- P. p. pentaphyllus
- P. p. polycladus
- P. p. floridanus